# Ismail el Abassi
Ismail el Abassi (Utrecht, 27 februari 1983) is een Nederlands politicus namens DENK. Sinds 6 december 2023 is hij lid van de Tweede Kamer der Staten-Generaal.
In 2018 werd El Abassi gekozen tot lid van de gemeenteraad van Utrecht, wat hij bleef tot 2022, om vervolgens commissielid te worden voor de Utrechtse gemeenteraadsfractie van DENK. In 2023 werd hij lijsttrekker voor DENK bij de Provinciale Statenverkiezingen in Utrecht. Daar wist DENK haar zetel echter niet te behouden.
Bij de Tweede Kamerverkiezingen van 22 november 2023 werd El Abassi gekozen tot lid van de Tweede Kamer.

## Privéleven
El Abassi heeft in de jeugd van FC Utrecht, PSV, RKC Waalwijk en Almere City FC gevoetbald. Hij is getrouwd en heeft drie kinderen.
Ismail el Abassi · Stephan van Baarle · Doğukan Ergin
- Parlement.com: vm6if7tjw0uc